# 八田數
八田數（英語：Hatta number；Ha）是由東北大學教授八田四郎次所建立的無因次量，用以比較在液體薄膜中反應速率與擴散速率。
對一A反應物m級、B反應物n級的化學反應：
{\displaystyle Ha={{\sqrt {{\frac {2}{{m}+1}}k_{m,n}{C_{A,i}}^{m-1}C_{B,bulk}^{n}{D}_{A}}} \over {{k}_{L}}}}
這是一個在化學反應工程領域中非常重要的參數。